# ドロシー・ヴォーン
ドロシー・ジョンソン・ヴォーン (1910年9月20日 – 2008年11月10日) は、アメリカ航空諮問委員会（NACA）、アメリカ航空宇宙局（NASA）のバージニア州ハンプトンにあるラングレー研究所に勤務したアメリカ合衆国の数学者、計算手。1949年にウェスト・エリア・コンピュータ部門の管理者となり、同センターで部下を管理する最初のアフリカ系アメリカ人女性となった。
後に、正式に管理職に昇進した。28年間の勤務の中で、プログラミング言語フォートランを自ら学ぶとともに部下に教え、1960年代初期のコンピュータの導入に対応した。後に、ラングレー研究所の「分析計算部門（ACD）」のプログラミング部門を率いた。
マーゴット・リー・シェッタリーのノンフィクション小説『ドリーム（原題：Hidden Figures）』(2016年)で取り上げられた女性のうちの一人。小説は同名の伝記映画『ドリーム（原題：Hidden Figures）』となり、同じ2016年に公開された。
2019年、議会名誉黄金勲章を追贈された。

## 生い立ち
1910年9月20日、ミズーリ州カンザスシティで アニーとレオナルド・ジョンソンの間に生まれ、出生時の名前はドロシー・ジーン・ジョンソン。家族はウェストバージニア州モーガンタウンに引っ越し、そこでヴォーンはビーチャースト高校を1925年に卒業し、卒業生総代を務めた。オハイオ州ウィルバーフォースのウィルバーフォース大学で学ぶため、アフリカン・メソジスト監督教会日曜学校会議のウェストバージニア州評議会から全額免除の奨学金を授与された。ウィルバーフォース大学で、社交団体アルファ・カッパ・アルファに加入、1929年に数学の学士号を取得した。1932年にハワード・ヴォーンと結婚、ハワードは1955年に亡くなった。夫婦はバージニア州ニューポートニューズに転居し、アン、メイダ、レオナルド、ケネス、マイケル、ドナルドの6人の子供をもうけた。家族は、裕福で尊敬を集めたハワードの両親、祖父母とともにバージニア州ニューポートニューズのサウスメインストリートでも暮らした。ヴォーンは家族と教会に非常に献身的で、このことはNASAで働くためにバージニア州ハンプトンに移り住むかどうかの大きな要素となった。

## 経歴
1929年にフリーダム大学を卒業した。教授たちにハワード大学の大学院進学を勧められたが、世界恐慌の中の家族を支援するため、バージニア州ファームビルのロバート・ルッサ・モートン高校で数学の教師として働いた。14年間の教師としての経歴の間、バージニア州の公立学校、その他の施設ではまだジム・クロウ法に基づいて人種の分離が行われていた。
1943年、ラングレー研究所での28年間に及ぶ数学者、プログラマとしてのキャリアが始まり、航空路、スカウトロケットのための計算、コンピュータ・プログラミングを専門とした。キャリアは第二次世界大戦の真っ最中に始まった。戦争中の一時的な仕事と考えて、ラングレー記念航空研究所に来た。後に子供の一人はNASAに勤務した
1941年、フランクリン・ルーズベルト大統領は大統領令8802号を発行し防衛産業における人種差別を廃止、さらに、大統領令9346号で連邦機関と防衛契約先の雇用と昇進における人種分離、人種差別を禁止した。 このことは1942年に第二次世界大戦にアメリカ合衆国が参戦した後、全てのアメリカ人の戦争への協力を引き出すことを後押しした。2つの大統領令の制定、および、多くの男性が戦争に徴用されたことから、アメリカ航空諮問委員会（NACA）も航空機の製造を支援するため、アフリカ系アメリカ人女性を含む女性の雇用を拡大、採用を増やした。2つの大統領令8802号、9346号の発行に続く2年間、航空工学の研究におけるデータ処理の必要性が急激に増加したことから、NACAの施設であるラングレー記念航空研究所（ラングレー研究所）はより多くのアフリカ系アメリカ人女性の採用を開始した。アメリカ合衆国は戦争の勝敗は航空機で決まると信じ、技術者、数学者、職人、熟練工員を育成して、航空機の製造に既に注力していた。
1935年、NACAは複雑な計算を行う女性数学者の部門を作った。1943年にヴォーンはアメリカ航空諮問委員会（NACA）のバージニア州ハンプトンのラングレー研究所で働き始めた。アフリカ系アメリカ人のみが所属する人種分離された部門ウェスト・エリア・コンピュータ部門に配属された。このことは、新たに採用したアフリカ系アメリカ人女性を、白人女性の同僚とは分けて勤務させることを求めたジム・クロウ法に沿った結果だった。アフリカ系アメリカ人女性は、別の食堂、トイレを使うことも求められた。このアフリカ系アメリカ人女性から成る人種分離されたグループは、当時の道具を使って複雑な計算を手で行った。
ウェスト・エリア・コンピュータ部門は、結果的にラングレー研究所のすべての部門の研究に貢献した。その業務は、戦後ジョン・F・ケネディ大統領の下で強化されたアメリカ合衆国の宇宙計画の研究、設計の支援に拡大した。1949年、ヴォーンは亡くなった白人女性の後を継いでウェスト・エリア・コンピュータ部門の部門長になった。NACAにおける最初のアフリカ系アメリカ人管理職、かつ、少数の女性管理職の一人だった。アフリカ系アメリカ人女性数学者のみのグループを率いた。公式に管理職の地位に昇進する前の数年間、代理の役割を果たした。ヴォーンは、ウェスト・エリア・コンピュータ部門の女性、他の部門の女性が職場での機会を得ることに尽力した。
将来コンピュータが使われることを予想し、手計算からの移行に備えてプログラミング言語とその他の概念を女性たちに教えた。数学者のキャサリン・ジョンソンはラングレー研究所の航空機械部門に異動する前、最初ヴォーンの部門に配属された。1961年にNACAが最初の（人手ではない）デジタルコンピュータをセンターに導入したとき、ヴォーンは電子計算機部門に異動した。コンピュータプログラミングに習熟し、自身でフォートランを学ぶとともに手計算からの移行のために同僚にも教えた。スカウトロケットにおける業績で宇宙計画に貢献した。
1958年に設立された、NACAの後継機関であるNASAで引き続き働いた。NACAがNASAになるとき、ウェスト・エリア・コンピュータ部門を含む人種分離の施設は廃止された。1994年のインタビューで、ヴォーンは宇宙開発競争のときのラングレー研究所で働く事は「とてもわくわくする最先端」にいるようだったと語っている。その時代のアフリカ系アメリカ人女性として、「できることを変え、できないことには耐えた」と語っている。1960年代を通して数値技術部門に勤務した。ヴォーンと以前ウェスト・エリア・コンピュータ部門で働いていた人の多くは、電子計算機の最前線に立つ人種、性別が統合されたグループとして、新設の分析計算部門（ACD）に加わった。ヴォーンはNASAのラングレー研究所に28年間勤務した。
ラングレー研究所での勤務の傍ら、6人の子供を育てた。子供のうちの一人もNASAラングレー研究所で働いた。バージニア州ニューポートニューズに住み、公共交通機関を使って職場のあるハンプトンに通勤した。

## 晩年

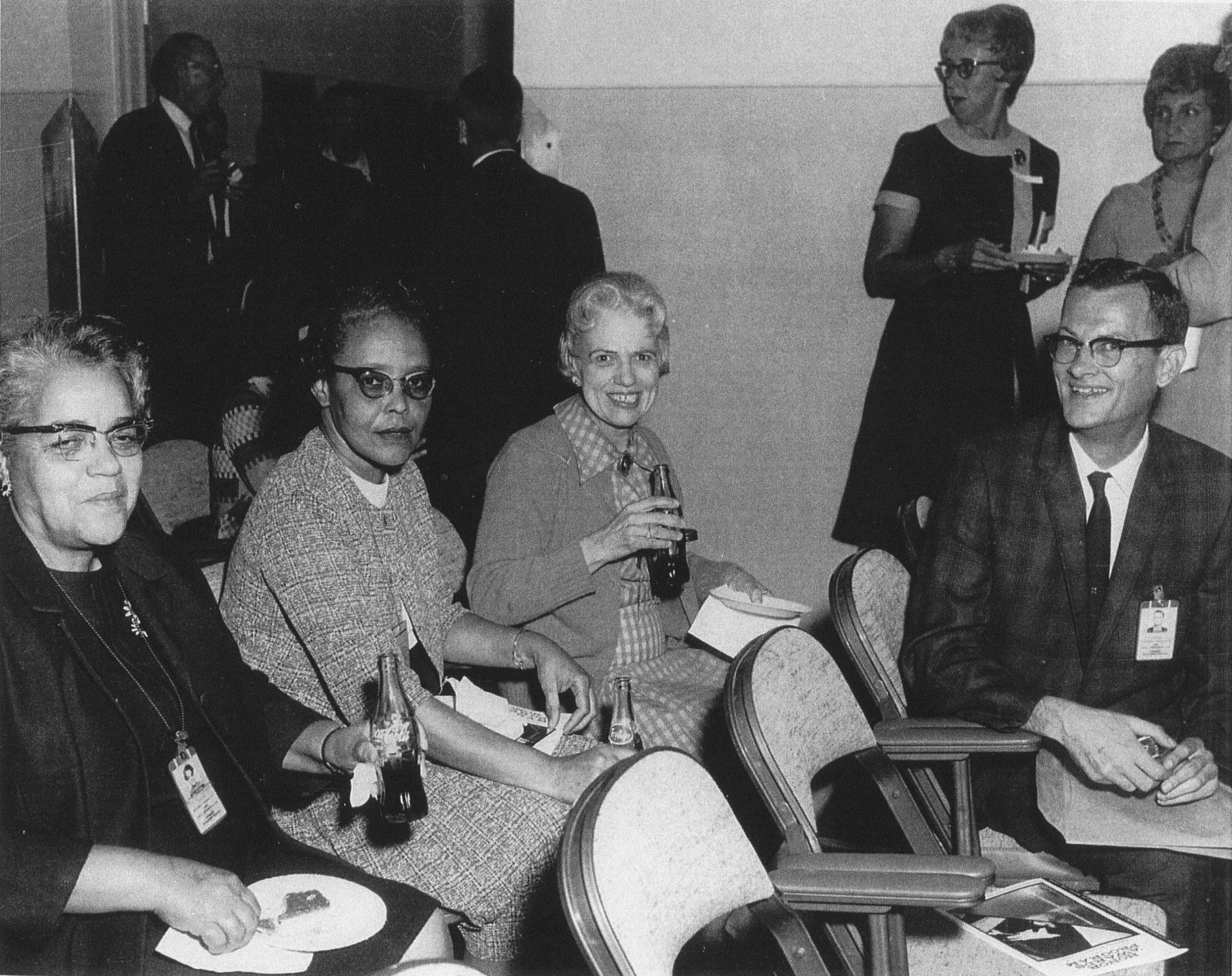
ヴォーンと計算手の同僚であるレジ―・ハンター、ヴィヴィアン・アデイア。後ろに立っているのはマーガレット・ライデナーとシャーロット・クレイドン。

1971年に61歳でNASAを退職した。2008年11月10日に98歳で亡くなった。アフリカ系アメリカ人の社交団体アルファ・カッパ・アルファのメンバーだった。アフリカン・メソジスト監督教会の活発なメンバーでもあり、音楽、布教活動に参加した。「数学 数学」という歌を書いた。
亡くなるとき、6人の子供のうちの4人、10人の孫、14人のひ孫が看取った。

## 業績
マーゴット・リー・シェッタリーのノンフィクション小説『隠された数字：宇宙開発競争の勝利に貢献したアフリカ系アメリカ人女性の物語』(2016年)、同名の伝記映画『ドリーム（原題：Hidden Figures）』で取り上げられた女性のうちの一人。アカデミー賞受賞者であるオクタビア・スペンサーがヴォーン役を演じた。
2019年、議会名誉黄金勲章を追贈された。同じ2019年、月の裏側のクレーターの一つが、彼女の名前にちなんでヴォーン・クレーターと命名された。

## 受賞歴
- 1925年: Beechurst High School – Class Valedictorian
- 1925年: West Virginia Conference of the A.M.E. Sunday School Convention – Full Tuition Scholarship
- 1929年: Wilberforce University – Mathematician Graduate Cum Laude
- 1949年–1958年: Head of National Advisory Committee of Aeronautics' Segregated West Computing Unit
- 2019年10月16日: 月のクレーターの一つが彼女の名前にちなんで命名された[17]。この名前は惑星科学者であるライアン・N・ワトキンスと教え子が選び、ヴォーンが生きていれば109歳の誕生日に申請された[18]。
- 2019年11月8日: 議会名誉黄金勲章[1]

## 関連書
- Golemba, Beverly (1994). Human Computers: The Women in Aeronautical Research. NASA Langley Archives, unpublished manuscript
- Shetterly, Margot Lee (2016b). Hidden Figures: The American Dream and the Untold Story of the Black Women Mathematicians Who Helped Win the Space Race. William Morrow. ISBN 9780062363619
- Williams, Talithia (2018). Power in Numbers: The Rebel Women of Mathematics. Race Point Publishing. pp. 67. ISBN 978-1-63106-485-2. OCLC 1033694135